# Фонтан Правосуддя (Берн)

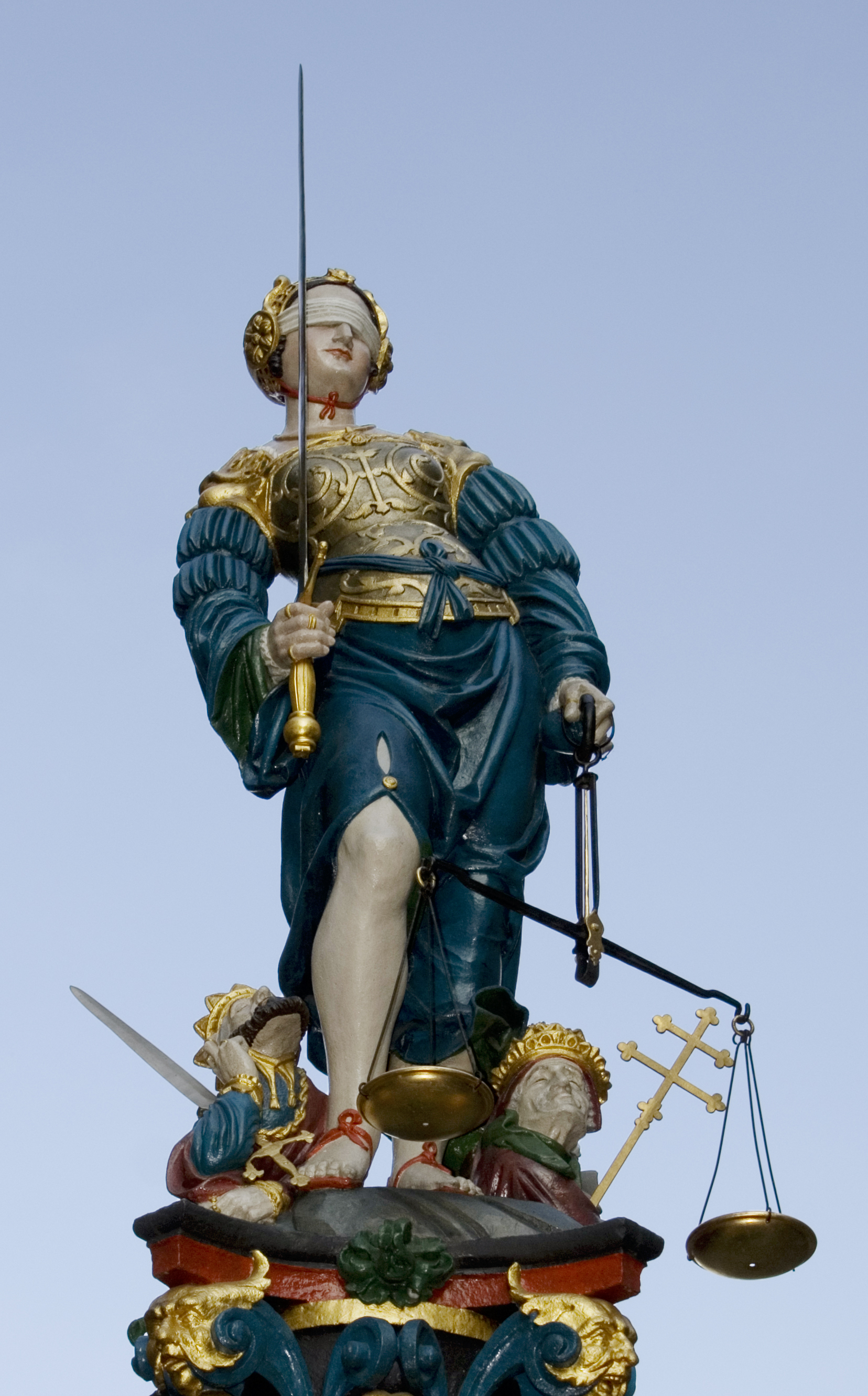
Статуя Леді Правосуддя на Алеї Справедливості

Фонта́н Правосу́ддя (нім. Gerechtigkeitsbrunnen) — фонтан XVI століття, що розташовано на Алеї Справедливості у Берні, Швейцарія. Це єдиний бернський фонтан, який зберіг усі оригінальні елементи свого дизайну. Фонтан Правосуддя внесений до списку культурної спадщини національного значення Швейцарії.
Фонтан Правосуддя має статую Леді Справедливості, яку створив швейцарський скульптор епохи Відродження Ганс Гінг. Цей фонтан відрізняється від інших фонтанів Берну своєю художньою цінністю. Статую Леді Справедливості з цього фонтану копіювали по всій Швейцарії аж до середини XVII століття. Сучасна статуя фонтану є копією оригіналу, який значною мірою знищили вандали в 1986 році.

## Фонтан

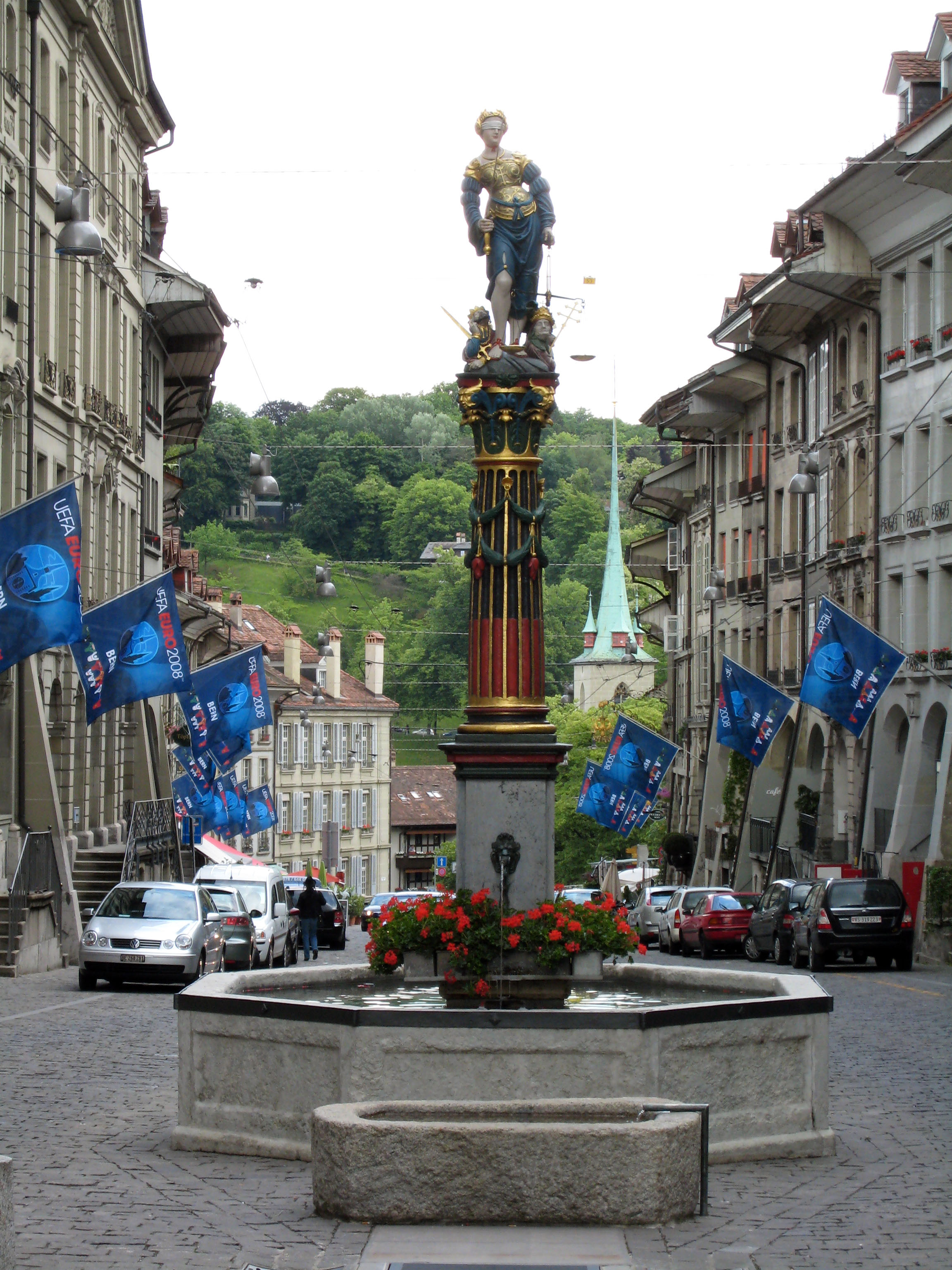
Фонтан

Головний басейн фонтану має восьмикутну форму, поруч з головним басейном розташовані два менших басейни. Головний басейн, виготовлений з гладких вапнякових плит, має вигранену дату однієї з реконструкцій — MDCCCXLV (1845 рік). У центрі головного басейну розташовано постамент, поставлений 1949 року, з якого через бронзові трубки виливається вода. Леді Справедливість Гінга була потужним публічним нагадуванням про законну владу Бернської Республіки.

### Вплив

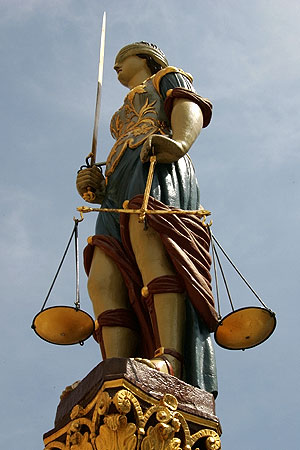
Фігура Правосуддя на Герахтійських вежах у Білі є однією з багатьох, на які вплинула робота Ґінґа.

Фігура Правосуддя Гінга до середини XVII століття в Європі мала великий вплив на дизайнерів фонтанів. Тільки у Швейцарії збереглося одинадцять «фонтанів Правосуддя». Прямі копії існують у Золотурні (1561), Лозанні (1585), Будрі, Кюдрефені та Невшателі; дизайни, на які вплинула бернська статуя, знайдені в Аарау (1643), Білі, Бургдорфі, Бруггу, Цюриху та Люцерні.

## Історія
Фонтан був збудований у 1543 році. Його нинішня назва вперше згадується у 1687 році. Ремонтні роботи, які були зафіксовані документально, проводились у 1584, 1589, 1668 та 1687 роках. Меч та ваги зникли у 1798 році. У 1890 та 1925 роках фігуру фонтану перефарбовували. У 1949 році частини постаменту були замінені.
13 жовтня 1986 року статую знесли вандали, внаслідок чого вона була значною мірою зруйнована. Ніхто не взяв на себе відповідальність за цей вчинок. Після пошкоджена статую перевезли для реставрації в історичний музей міста. З 1988 року фонтан має статую-копію.